# Монтан, Эрик Вильгельм
Эрик Вильгельм Монтан (швед. Erik Wilhelm Montan; 1838—1909) — шведский историк и публицист; брат юриста Карла Отто Монтана.

## Биография
Эрик Вильгельм Монтан родился 14 сентября 1838 года в шведском городке Арбуга. Успешно окончил Уппсальский университет в 1856 году; в 1869 году защитил диссертацию «Bidrag till Gustaf III:s historia, särskildt i konstitutionelt hänseende», и в том же году стал сам преподавать в альма-матер.
Из исторических исследований Э. В. Монтана,по мнению доктора всеобщей истории, профессора Императорского Санкт-Петербургского Университета Г. В. Форстена, всего важнее его «Bidrag till Gustaf III’s histoira» (1869), в котором главное внимание обращено на внутренние реформы шведского короля Густава III. 
Помимо этого, Монтан издал протоколы дворянства на шведских риксдагах с 1719 года и многое другое.
Эрик Вильгельм Монтан умер 23 сентября 1909 года в городе Сальтшёбадене близ Стокгольма.